# Дмитрий Иванович Жилка
Дми́трий Ива́нович Жилка (6 октября 1481 — 14 февраля 1521) — удельный князь Углицкий (1503—1521), третий сын великого князя московского Ивана III Васильевича от брака с Софьей Палеолог. Родной брат великого князя Василия III Ивановича.

## Биография
В мае 1492 года впервые в источниках назван по имени. 
Летом 1502 года, в ходе русско-литовской войны 1500-1503 годов, посланный отцом во главе многочисленной рати в поход на Великое княжество Литовское, взял Оршу, выжег предместья Витебска, испепелил все волости до Полоцка и Мстиславля. В августе-сентябре возглавляемая Жилкой осада Смоленска осталась безрезультатной.
В конце августа - сентябре 1503 года  участвовал в церковном соборе, на котором поддержал не принятую собором позицию отца и старшего брата, предусматривавшую ограничение церковного землевладения и, видимо, проверку прав собственности монастырей, кафедр и соборов на их вотчины.
В 1503 году по духовной грамоте отца, Дмитрий Иванович получил в удельное владение города: Углич (стал его резиденцией) с уездом, Зубцов с уездом, Мещовск, Опаков с волостями, Мологу с волостями городки-крепости: Хлепень, Рогачев, Опоки, а также половину Ржевы, московское село Напрудское и подмосковное село Озерецкое. Согласно духовной грамоте он не имел права претендовать на расширение удела ни при каких условиях и был ограничен в собственнических правах: кончина без наследника мужского пола означала передачу его владений великому князю. Дмитрий Иванович, как и остальные младшие сыновья великого князя, был лишён права чеканить монету, получать таможенные и большинство других доходов с Москвы. Получив часть великокняжеской казны, Дмитрий Жилка не мог претендовать на выделение иных государевых средств.
В январе 1504 год Дмитрий Жилка был отпущен отцом в удел. В июне этого же года между ним и Василием III Ивановичем было заключено «докончание» (договор), а в 1504–1505 годах составлены «разъезжие списки» границ удела Дмитрия Жилки.
6 (или 7) декабря 1505 года, после смерти отца, он участвовал в заседании Боярской думы в присутствии своего брата великого князя Василия III, на котором решался вопрос о характере отношений с Крымским ханством. 
В апреле 1506 году, в ходе русско-казанской войны 1505-1507 годов, по поручению своего старшего брата, великого князя московского Василия III, князь Дмитрий Иванович Жилка возглавлял русское войско (соединённую судовую и конную рать) в походе на Казань, но дважды потерпел поражение от казанских войск. 
В 1512-1513 годах, во время русско-литовской войны 1512-1522 годов, в походе на Смоленск формально командовал полком левой руки. 
Летом 1513 года находился при великом князе в Боровске, а 11 сентября ходил «по крымским вестем» в Серпухов (или Каширу), для охраны южных границ. 
Летом 1514 года, Дмитрий Иванович Жилка в Серпухове охранял границы государства от татар. 
Отряды детей боярских из удела Дмитрия Жилки регулярно направлялись на военную службу великого князя под началом удельных воевод (1506–08, 1512, 1515, 1519 и др.).
Очевидно, Дмитрий Жилка был связан с Максимом Греком, в переводе Толковой Псалтири (1-я пол. XVI в.) содержится посвящение Дмитрию. В состав его княжеского двора входили представители многих известных фамилий (князья Хованские, представители 2 линий ростовских Рюриковичей, 3 линий Морозовых, Вельяминовых, 2 линий Волынских, Полевых и др.). Дмитрий Жилка твёрдо защищал социальные и материальные интересы своих вассалов, что вызвало ок. 1519–1520 резкую реакцию Василия III, считавшего эти действия нарушением завещания отца.
В своём уделе он был рачительным хозяином: в первые годы княжения основал несколько княжьих слободок с льготным статусом, к дворцовым сёлам прикупал земли у местных вотчинников. В его уделе активно развивалось                  поместное землевладение (особенно в Угличском, Ржевском и отчасти Зубцовском уездах). В духовной грамоте Дмитрия Жилки отсутствуют записи о долгах (хотя для них, возможно, существовала отдельная грамота), зато перечень его имущества занимает ок. 75% всего текста документов. Описаны ювелирные украшения и предметы, церемониальная одежда, обувь и гардероб из дорогих европейских и восточных тканей и русских мехов (всего ок. 70 позиций, не считая большого количества жемчуга), посуда и столовые приборы из серебра, в т. ч. позолоченного (в «казённом» списке свыше 250 предметов, в «походном» – ок. 240). В казне хранилась 1 тыс. руб., очень большая для XVI века сумма свободных денег. Василия III завещание Дмитрия Жилки обязывало сделать поминальные вклады вотчинами в 11 монастырей (в т. ч. 7 угличских) и дать денежные вклады в другие обители и соборы (всего ок. 30).
Умер 14 февраля 1521 года в Угличе. По смерти Дмитрия:37 его удел был присоединён к Москве.
После смерти Дмитрия Ивановича намерение Василия III совершить погребение брата в Архангельском соборе Московского Кремля едва не привело к силовому столкновению, т. к. члены двора Дмитрия Жилки и угличане решительно не хотели отдавать тело своего князя. После долгих споров распоряжение великого   князя было выполнено. Проводы тела для погребения в Москве были совершены с невиданными ранее церемониями. Этому событию посвящена повесть, написанная архимандритом Угличского Воскресенского моностыря Ефремом и сохранившаяся в летописной традиции Троице-Сергиева моностыря (Синодальный список Типографской летописи), важная для понимания круга государственно-политических идей местных элит.